# Chrusno
Chrusno – wieś na Ukrainie w rejonie lwowskim (do 2020 roku w rejonie pustomyckim) należącym do obwodu lwowskiego.
Miejscowość wzmiankowana w 1444 jako Chrostna villa regie. W 1789 na gruntach wsi w ramach kolonizacji józefińskiej osiedlono niemieckich luteran a ich kolonię nazwano Nowe Chrusno. Podlegali zborowi w Dornfeldzie.
W 1884 urodził się tu Rudolf Kesselring, duchowny luterański, profesor Wydziału Teologii Ewangelickiej Uniwersytetu Warszawskiego. 
W II Rzeczypospolitej wieś w powiecie lwowskim województwa lwowskiego. W 1944  nacjonaliści ukraińscy z OUN-UPA zamordowali w Chruśnie i Chruśnie Nowym łącznie 36 Polaków.